# 九姓鄉
九姓鄉，是清代四川省的一個縣級行政區，直屬瀘州直隸州，原為九姓長官司土司地，光緒末，改設古宋縣。

## 沿革[1]
- 宋仁宗皇祐中，敘州將興文山區夷僚納土歸化為齊民，朝廷賜以九姓曰：“羅、列、呂、惠、樂、虞、董、尚、奇”[2]。
- 元世祖至元中，立九大族之後裔九人為總把，改立宋州為九姓羅氏黨蠻夷長官司，屬永寧路筠连州[3]。
- 明代初年，江南人任福隨傅友德入蜀，屢屢著勛績，洪武五年（1372年），差引夷使二人赴京納貢，朱元璋以任福熟夷情，敕授九姓司正長官職。洪武六年，九姓羅氏黨蠻夷長官司千戶改設九姓長官司，八年隸屬永寧宣撫司，任福任長官，治所設九姓場。土司正長官由任氏世襲。
- 天啟三年，永寧宣撫司廢，改置敘永同知，屬敘州府。
- 天啟六年，改屬瀘州直隸州。
- 崇禎三年，長官任祈祿加授瀘州衛守備。
- 清順治四年（1667年），九姓長官司長官任長清投清，仍任土司職，行政隸屬瀘州州判，軍事屬瀘州衛管轄。
- 道光二年（1822年），改土歸流，改九姓土司為瀘州九姓鄉，隸屬瀘州。瀘州州判移駐瀘衛治理。
- 光緒二十九年，永寧道台趙爾豐出巡邊地，以為「治匪安邊非變更舊制不可。」，趙任川督後，於光緒三十四年將九姓鄉援唐宋時羈縻宋州之名，改設古宋縣。
- 宣統二年（1909）遂以九姓鄉為基礎，劃入納溪縣鎮溪鄉、江安縣共樂鄉、興文縣六合鄉、三官殿及拖船場和永寧州插花地，正式成立古宋縣。